# Scarabaeus transcaspicus
Scarabaeus transcaspicus är en skalbaggsart som beskrevs av Stolfa 1938. Scarabaeus transcaspicus ingår i släktet Scarabaeus och familjen bladhorningar. Inga underarter finns listade i Catalogue of Life.